# Nabunturan
Nabunturan ist eine Stadtgemeinde in der philippinischen Provinz Davao de Oro auf der Insel Mindanao.
Nabunturan ist zudem der Sitz der Provinzregierung von Davao de Oro.

## Namensherkunft
Nabunturan war einmal ein Baranggay (Ortsteil) der Gemeinde Compostela. Der Name leitet sich ab von dem Wort bungtod, was so viel heißt wie Hügel.
Die Einheimischen nannten den Ort so, da er sich von der sonst flachen Umgebung der Ebene durch einige Anhöhen abhob und auszeichnete.

## Geographie
Nabunturan ist umgeben von der Gemeinde Montevista im Norden, von New Corella im Westen, von Mawab im Südwesten, im Süden von den Gemeinden Maco und Mabini, sowie von Maragusan im Südosten, von New Bataan im Osten und von Compostela im Nordosten.
Die Gemeinde liegt 88 km nördlich von Davao City und ist 33 km von Tagum entfernt.
Das Gemeindegebiet umfasst eine Fläche von 2.412 km². Sie verfügt über insgesamt 1.672 km² agrarwirtschaftlich genutzte Landfläche. 462,8 m² sind dagegen bewaldet und 1.381 Ha sind als Nationalpark ausgewiesen.

## Wirtschaft
Die Land- und die Forstwirtschaft bestimmen die wirtschaftlichen Aktivitäten von Nabunturan. Es werden hier hauptsächlich Nutzpflanzen wie Kokosnuss, Weizen, Reis, Bananen und Kautschuk angebaut.
Daneben finden sich einige metall- und holzverarbeitende Handwerksbetriebe.

## Baranggays
Nabunturan ist politisch in 28 Baranggays (Ortsteile) untergliedert.
| - Anislagan - Antiquera - Basak - Cabacungan - Cabidianan - Katipunan - Libasan - Linda - Magading - Magsaysay - Mainit - Manat - Matilo - Mipangi | - New Dauis - New Sibonga - Ogao - Pangutosan - Poblacion - San Isidro - San Roque - San Vicente - Santa Maria - Santo Niño (Kao) - Sasa - Tagnocon - Bayabas - Bukal |

## Geschichte
Die Ebene war bereits früh ein Siedlungsgebiet der Volksgruppe der Mansaka, die sich entlang eines Streifens niederließen, der von den Gemeinden Mawab zu dem Baranggay Bankerohan in Montevista reichte. Die ursprüngliche Lage des Baranggay von Nabunturan befand sich entlang der heutigen Provinzstraße zwischen Libasan und Saosao, etwa 4 km vom heutigen Gemeindezentrum entfernt.
Nach Ausbruch des Zweiten Weltkrieges 1941 diente die neue Gemeinschaft als ein Versteck für Guerillakämpfer und einige verbleibende US-Verbände. Doch während der japanischen Besatzung flohen die Kämpfer und viele Zivilisten aus Nabunturan und der Ort wurde zu einem Stützpunkt der japanischen Kampetai Garnison.
Nach dem Krieg landeten im Jahre 1945 amerikanische Truppen in Davao City und die Philippine Civil Assistance Unit (PCAU) richtete eine Zivilregierung für Compostela auf dem Gebiet von Nabunturan ein, da der Ort ein Zugangspunkt von und nach Davao City darstellt. Während der folgenden Jahre wurde Nabunturan zu einem Handelszentrum und einer Leitstelle verschiedener Regierungsdienste. Aus diesem Grund kam alsbald die Notwendigkeit auf, den Ort in eine eigenständige Gemeinde umzuwandeln. Ein Wunsch, der schließlich auch von hohen Politikern unterstützt wurde.
Am 23. Juli 1957 vollzog der Republic Act Nr. 2038 die Trennung Nabunturans von seiner Muttergemeinde Compostela und die Ernennung des Ortes zu einer eigenständigen Gemeinde.
Am 30. Januar 1998 unterzeichnete Präsident Fidel Ramos das Gesetz, das Davao de Oro zur 79. Provinz des Landes machte, den Republic Act Nr. 8740. In diesem Zusammenhang wurde der Gemeinde Nabunturan zudem der Hauptsitz der Provinzregierung zuerkannt.

## Sehenswürdigkeiten
- Mainit Hotspring Protected Landscape
- Die Pagtulian Fälle
- Die Pasilianan Fälle
- Die Busay Fälle
- Die Heißen Quellen von Bukal
- Die Höhlen in San Vicente, Cabidianan & Mags